# Dizimieu
Dizimieu település Franciaországban, Isère megyében. Lakosainak száma 818 fő (2022. január 1.). Dizimieu Siccieu-Saint-Julien-et-Carisieu, Trept, Villemoirieu, Crémieu, Moras és Saint-Hilaire-de-Brens községekkel határos.

## Népesség
A település népességének változása:
| Lakosok száma | 249  | 306  | 398  | 616  | 756  | 836  | 837  | 827  | 820  | 818  |
|               | 1968 | 1982 | 1990 | 2006 | 2013 | 2015 | 2017 | 2019 | 2020 | 2022 |